# Premier district congressionnel de l'État de Washington
Le 1er district congressionnel de Washington englobe une partie des comtés de King et de Snohomish. Le district couvre plusieurs villes du nord de la zone métropolitaine de Seattle, à l'est de l'Interstate 5, y compris des parties de Bellevue, Marysville et au nord en direction d'Arlington.
Lors des élections présidentielles, le 1er district est plutôt Démocrate. Sous les anciennes limites, Al Gore et John Kerry ont remporté de justesse la circonscription en 2000 et 2004, avec respectivement 48 % et 51 % des voix. En 2008, Barack Obama a remporté la circonscription avec 55,60 % des voix, tandis que John McCain en a obtenu 42 %. De même, Hillary Clinton a remporté la circonscription en 2016 avec 54 % des voix contre Donald Trump avec 38 %, et en 2020, Joe Biden a obtenu 59 % contre 38 % des voix pour Donald Trump.

## Histoire

### Avant 2012
Avant le redécoupage de 2012, le district englobait une partie du nord-ouest de Seattle et des zones largement suburbaines au nord et à l'est de Seattle, notamment Shoreline, Edmonds, Lynnwood, Mountlake Terrace, Kenmore, Bothell, Kirkland et Redmond, ainsi que Bainbridge Island et une partie de la Péninsule de Kitsap. Jusqu'au 20 mars 2012, il était représenté par le Démocrate Jay Inslee de Bainbridge Island. Inslee a démissionné pour se concentrer sur sa candidature au poste de Gouverneur de l'État ; le siège est resté vacant jusqu'aux élections spéciales qui ont coïncidé avec les élections générales de novembre 2012,.
Ancien siège à la Chambre du puissant Sénateur américain Warren G. Magnuson, le district a été un district charnière pendant une grande partie des années 1990, changeant de mains et de parti trois fois au cours de quatre élections. Avant l'élection de la future Sénatrice américaine Maria Cantwell en 1992, le district était aux mains des Républicains depuis 40 ans (et 42 des 46 années précédentes). Depuis les élections de 1998, lorsque Inslee a été élu pour la première fois, la tendance démocrate croissante dans la région de Seattle lui a permis d'en faire un siège relativement sûr. Il a été réélu six fois, sans difficulté, la dernière fois en 2010.

### Après 2012
Le redécoupage de 2012 a radicalement modifié le 1er district. Une grande partie de cette zone faisait auparavant partie du 2e district, mais dans la nouvelle carte, le 2e a considérablement diminué. Jay Inslee (D) était le Représentant du 1er district jusqu'à sa démission pour se présenter au poste de Gouverneur de l'État, mais la majeure partie du district a été représentée par Rick Larsen (D), du 2edistrict, dans le passé.
Peu après la clôture des élections générales de 2012, le Seattle Times et les agences de presse nationales ont désigné la circonscription comme étant la Démocrate Suzan DelBene, battant le Républicain John Koster avec une marge que le Seattle Times a qualifiée de « de manière inattendue décisive », reflétant la difficulté de prédire le scrutin. voter dans la nouvelle circonscription. Les résultats certifiés ont confirmé sa marge significative. DelBene a également remporté les élections pour le reste du mandat d'Inslee dans l'ancien 1er district, et après avoir prêté serment le 13 novembre 2012.

## Historique de vote
À partir de 1909, les Représentants ont été élus à partir des sièges de district, plutôt que at-large. (Voir District congressionel at-large de Washington.)
| Année | Poste     | Résultats                  |
| ----- | --------- | -------------------------- |
| 1952  | Président | Eisenhower 52,0 % - 48,0 % |
| 1956  | Président | Eisenhower 54,0 % - 46,0 % |
| 1960  | Président | Nixon 57,0 % - 43,0 %      |
| 1964  | Président | Johnson 59,0 % - 41,0 %    |
| 1968  | Président | Nixon 50,0 % - 45,0 %      |
| 1972  | Président | Nixon 58,0 % - 42,0 %      |
| 1976  | Président | Ford 53,0 % - 44,0 %       |
| 1980  | Président | Reagan 43,0 % - 39,0 %     |
| 1984  | Président | Reagan 57,0 % - 42,0 %     |
| 1988  | Président | Dukakis 50,0 % - 49,0 %    |
| 1992  | Président | Clinton 42,0 % - 32,0 %    |
| 1996  | Président | Clinton 51,0 % - 37,0 %    |
| 2000  | Président | Gore 54,0 % - 42,0 %       |
| 2004  | Président | Kerry 56,0 % - 42,0 %      |
| 2008  | Président | Obama 62,0 % - 36,0 %      |
| 2012  | Président | Obama 54,0 % - 43,0 %      |
| 2016  | Président | Clinton 54,0 % - 38,0 %    |
| 2020  | Président | Biden 59,0 % - 38,0 %      |

## Liste des Représentants du district
| Membre                          | Parti       | Années                            | Congrès     | Histoire électorale | Zone géographique |
| ------------------------------- | ----------- | --------------------------------- | ----------- | --- | ----------------- |
| District établit le 4 mars 1909 |             |                                   |             | |                   |
| William E. Humphrey (en)        | Républicain | 4 mars 1909 - 3 mars 1917         | 61e- 64e    | Redécoupage depuis le district at-large et réélu en 1908. Réélu en 1910. Réélu en 1912. Réélu en 1914. Retrait pour se présenter comme Sénateur des États-Unis.          |                   |
| John Franklin Miller (en)       | Républicain | 4 mars 1917 - 3 mars 1931         | 65e - 71e   | Élu en 1916. Réélu en 1918. Réélu en 1920. Réélu en 1922. Réélu en 1924. Réélu en 1926. Réélu en 1928. Perd sa renomination.                                             |                   |
| Ralph Horr (en)                 | Républicain | 4 mars 1931 - 3 mars 1933         | 72e         | Élu en 1930. Perd sa renomination. |                   |
| Ralph Horr (en)                 | Démocrate   | 4 mars 1933 - 7 août 1936         | 73e ; 74e   | Élu en 1932. Réélu en 1934. Décès. |                   |
| Vacant                          | Vacant      | 7 août 1936 - 3 janvier 1937      | 74e         | |                   |
| Warren Magnuson (en)            | Démocrate   | 3 janvier 1937 - 13 décembre 1944 | 75e - 78e   | Élu en 1936. Réélu en 1938. Réélu en 1940. Réélu en 1942. Retrait pour se présenter comme Sénateur des États-Unis et démissionne lorsqu'élu.                             |                   |
| Vacant                          | Vacant      | 13 décembre 1944 - 3 janvier 1945 | 78e         | |                   |
| Hugh De Lacy (en)               | Démocrate   | 3 janvier 1945 - 3 mars 1947      | 79e         | Élu en 1944. Perd sa réélection. |                   |
| Homer Jones (en)                | Républicain | 3 janvier 1947 - 3 janvier 1949   | 80e         | Élu en 1946. Perd sa réélection. |                   |
| Hugh Mitchell (en)              | Démocrate   | 3 janvier 1949 - 3 janvier 1953   | 81e , 82e   | Élu en 1948. Réélu en 1950. Retrait pour se présenter comme Gouverneur de Washington.                                                                                    |                   |
| Thomas Pelly (en)               | Républicain | 3 janvier 1953 - 3 janvier 1973   | 83e - 92e   | Élu en 1952. Réélu en 1954. Réélu en 1956. Réélu en 1958. Réélu en 1960. Réélu en 1962. Réélu en 1964. Réélu en 1966. Réélu en 1968. Réélu en 1970. Retrait.             |                   |
| Joel Pritchard (en)             | Républicain | 3 janvier 1973 - 3 janvier 1985   | 93e - 98e   | Élu en 1972. Réélu en 1974. Réélu en 1976. Réélu en 1978. Réélu en 1980. Réélu en 1982. Retrait.                                                                         |                   |
| John Miller (en)                | Républicain | 3 janvier 1985 - 3 mars 1993      | 99e - 102e  | Élu en 1984. Réélu en 1986. Réélu en 1988. Réélu en 1990. Retrait. |                   |
| Maria Cantwell                  | Démocrate   | 3 janvier 1993 - 3 janvier 1995   | 103e        | Élue en 1992. Perd sa réélection. |                   |
| Rick White (en)                 | Républicain | 3 janvier 1995 - 3 janvier 1999   | 104e , 105e | Élu en 1994. Réélu en 1996. Perd sa réélection. |                   |
| Jay Inslee                      | Démocrate   | 3 janvier 1999 - 20 mars 2012     | 106e - 112e | Élu en 1998. Réélu en 2000. Réélu en 2002. Réélu en 2004. Réélu en 2006. Réélu en 2010. Retrait pour se présenter comme Gouverneur de Washington.                        |                   |
| Jay Inslee                      | Démocrate   | 3 janvier 1999 - 20 mars 2012     | 106e - 112e | Élu en 1998. Réélu en 2000. Réélu en 2002. Réélu en 2004. Réélu en 2006. Réélu en 2010. Retrait pour se présenter comme Gouverneur de Washington.                        | 2003–2013         |
| Vacant                          | Vacant      | 20 mars 2012 - 6 novembre 2012    | 112e        | |                   |
| Suzan DelBene                   | Démocrate   | 6 novembre 2012 - Présent         | 112e - 118e | Élue pour terminer le mandat d'Inslee. Élue le même jour en 2012 pour le mandat suivant. Réélue en 2014. Réélue en 2016. Réélue en 2018. Réélue en 2020. Réélue en 2022. |                   |
| Suzan DelBene                   | Démocrate   | 6 novembre 2012 - Présent         | 112e - 118e | Élue pour terminer le mandat d'Inslee. Élue le même jour en 2012 pour le mandat suivant. Réélue en 2014. Réélue en 2016. Réélue en 2018. Réélue en 2020. Réélue en 2022. | 2013–2023         |
| Suzan DelBene                   | Démocrate   | 6 novembre 2012 - Présent         | 112e - 118e | Élue pour terminer le mandat d'Inslee. Élue le même jour en 2012 pour le mandat suivant. Réélue en 2014. Réélue en 2016. Réélue en 2018. Réélue en 2020. Réélue en 2022. | 2023–Présent      |

## Résultats des récentes élections
Voici les résultats des dix précédents cycles électoraux dans le district.

### 2004
| Élection de 2004 du 1er district congressionnel de Washington | Élection de 2004 du 1er district congressionnel de Washington | Élection de 2004 du 1er district congressionnel de Washington | Élection de 2004 du 1er district congressionnel de Washington | Élection de 2004 du 1er district congressionnel de Washington |
| ------------------------------------------------------------- | ------------------------------------------------------------- | ------------------------------------------------------------- | ------------------------------------------------------------- | ------------------------------------------------------------- |
| Parti                                                         | Parti                                                         | Candidat                                                      | Votes                                                         | %                                                             |
|                                                               | Démocrate                                                     | Jay Inslee (sortant)                                          | 204 121                                                       | 62,3                                                          |
|                                                               | Républicain                                                   | Randy Eastwood                                                | 117 850                                                       | 36,0                                                          |
|                                                               | Libertarien                                                   | Charles Moore                                                 | 5 798                                                         | 1,8                                                           |
| Total des votes                                               | Total des votes                                               | Total des votes                                               | 327 769                                                       | 100 %                                                         |
|                                                               | Les Démocrates conservent                                     |                                                               |                                                               |                                                               |

### 2006
| Élection de 2006 du 1er district congressionnel de Washington | Élection de 2006 du 1er district congressionnel de Washington | Élection de 2006 du 1er district congressionnel de Washington | Élection de 2006 du 1er district congressionnel de Washington | Élection de 2006 du 1er district congressionnel de Washington |
| ------------------------------------------------------------- | ------------------------------------------------------------- | ------------------------------------------------------------- | ------------------------------------------------------------- | ------------------------------------------------------------- |
| Parti                                                         | Parti                                                         | Candidat                                                      | Votes                                                         | %                                                             |
|                                                               | Démocrate                                                     | Jay Inslee (sortant)                                          | 163 832                                                       | 67,7                                                          |
|                                                               | Républicain                                                   | Larry Ishmael                                                 | 78 105                                                        | 32,3                                                          |
| Total des votes                                               | Total des votes                                               | Total des votes                                               | 241 937                                                       | 100 %                                                         |
|                                                               | Les Démocrates conservent                                     |                                                               |                                                               |                                                               |

### 2008
| Élection de 2008 du 1er district congressionnel de Washington | Élection de 2008 du 1er district congressionnel de Washington | Élection de 2008 du 1er district congressionnel de Washington | Élection de 2008 du 1er district congressionnel de Washington | Élection de 2008 du 1er district congressionnel de Washington |
| ------------------------------------------------------------- | ------------------------------------------------------------- | ------------------------------------------------------------- | ------------------------------------------------------------- | ------------------------------------------------------------- |
| Parti                                                         | Parti                                                         | Candidat                                                      | Votes                                                         | %                                                             |
|                                                               | Démocrate                                                     | Jay Inslee (sortant)                                          | 233 780                                                       | 67,8                                                          |
|                                                               | Républicain                                                   | Larry Ishmael                                                 | 111 240                                                       | 32,2                                                          |
| Total des votes                                               | Total des votes                                               | Total des votes                                               | 345 020                                                       | 100 %                                                         |
|                                                               | Les Démocrates conservent                                     |                                                               |                                                               |                                                               |

### 2010
| Élection de 2010 du 1er district congressionnel de Washington | Élection de 2010 du 1er district congressionnel de Washington | Élection de 2010 du 1er district congressionnel de Washington | Élection de 2010 du 1er district congressionnel de Washington | Élection de 2010 du 1er district congressionnel de Washington |
| ------------------------------------------------------------- | ------------------------------------------------------------- | ------------------------------------------------------------- | ------------------------------------------------------------- | ------------------------------------------------------------- |
| Parti                                                         | Parti                                                         | Candidat                                                      | Votes                                                         | %                                                             |
|                                                               | Démocrate                                                     | Jay Inslee (sortant)                                          | 172 642                                                       | 57,7                                                          |
|                                                               | Républicain                                                   | James Watkins                                                 | 126 737                                                       | 42,3                                                          |
| Total des votes                                               | Total des votes                                               | Total des votes                                               | 299 379                                                       | 100 %                                                         |
|                                                               | Les Démocrates conservent                                     |                                                               |                                                               |                                                               |

### 2012
| Élection de 2012 du 1er district congressionnel de Washington | Élection de 2012 du 1er district congressionnel de Washington | Élection de 2012 du 1er district congressionnel de Washington | Élection de 2012 du 1er district congressionnel de Washington | Élection de 2012 du 1er district congressionnel de Washington |
| ------------------------------------------------------------- | ------------------------------------------------------------- | ------------------------------------------------------------- | ------------------------------------------------------------- | ------------------------------------------------------------- |
| Parti                                                         | Parti                                                         | Candidat                                                      | Votes                                                         | %                                                             |
|                                                               | Démocrate                                                     | Suzan DelBene                                                 | 177 025                                                       | 53,9                                                          |
|                                                               | Républicain                                                   | John Koster                                                   | 151 187                                                       | 46,1                                                          |
| Total des votes                                               | Total des votes                                               | Total des votes                                               | 328 212                                                       | 100 %                                                         |
|                                                               | Les Démocrates conservent                                     |                                                               |                                                               |                                                               |

### 2014
| Élection de 2014 du 1er district congressionnel de Washington | Élection de 2014 du 1er district congressionnel de Washington | Élection de 2014 du 1er district congressionnel de Washington | Élection de 2014 du 1er district congressionnel de Washington | Élection de 2014 du 1er district congressionnel de Washington |
| ------------------------------------------------------------- | ------------------------------------------------------------- | ------------------------------------------------------------- | ------------------------------------------------------------- | ------------------------------------------------------------- |
| Parti                                                         | Parti                                                         | Candidat                                                      | Votes                                                         | %                                                             |
|                                                               | Démocrate                                                     | Suzan DelBene (sortante)                                      | 124 151                                                       | 55,0                                                          |
|                                                               | Républicain                                                   | Pedro Celis                                                   | 101 428                                                       | 45,0                                                          |
| Total des votes                                               | Total des votes                                               | Total des votes                                               | 225 579                                                       | 100 %                                                         |
|                                                               | Les Démocrates conservent                                     |                                                               |                                                               |                                                               |

### 2016
| Élection de 2016 du 1er district congressionnel de Washington | Élection de 2016 du 1er district congressionnel de Washington | Élection de 2016 du 1er district congressionnel de Washington | Élection de 2016 du 1er district congressionnel de Washington | Élection de 2016 du 1er district congressionnel de Washington |
| ------------------------------------------------------------- | ------------------------------------------------------------- | ------------------------------------------------------------- | ------------------------------------------------------------- | ------------------------------------------------------------- |
| Parti                                                         | Parti                                                         | Candidat                                                      | Votes                                                         | %                                                             |
|                                                               | Démocrate                                                     | Suzan DelBene (sortante)                                      | 193 619                                                       | 55,4                                                          |
|                                                               | Républicain                                                   | Robert Sutherland                                             | 155 779                                                       | 44,6                                                          |
| Total des votes                                               | Total des votes                                               | Total des votes                                               | 349 398                                                       | 100 %                                                         |
|                                                               | Les Démocrates conservent                                     |                                                               |                                                               |                                                               |

### 2018
| Élection de 2018 du 1er district congressionnel de Washington | Élection de 2018 du 1er district congressionnel de Washington | Élection de 2018 du 1er district congressionnel de Washington | Élection de 2018 du 1er district congressionnel de Washington | Élection de 2018 du 1er district congressionnel de Washington |
| ------------------------------------------------------------- | ------------------------------------------------------------- | ------------------------------------------------------------- | ------------------------------------------------------------- | ------------------------------------------------------------- |
| Parti                                                         | Parti                                                         | Candidat                                                      | Votes                                                         | %                                                             |
|                                                               | Démocrate                                                     | Suzan DelBene (sortante)                                      | 197 209                                                       | 59,3                                                          |
|                                                               | Républicain                                                   | Jeffrey Beeler                                                | 135 534                                                       | 40,7                                                          |
| Total des votes                                               | Total des votes                                               | Total des votes                                               | 332 743                                                       | 100 %                                                         |
|                                                               | Les Démocrates conservent                                     |                                                               |                                                               |                                                               |

### 2020
| Élection de 2020 du 1er district congressionnel de Washington | Élection de 2020 du 1er district congressionnel de Washington | Élection de 2020 du 1er district congressionnel de Washington | Élection de 2020 du 1er district congressionnel de Washington | Élection de 2020 du 1er district congressionnel de Washington |
| ------------------------------------------------------------- | ------------------------------------------------------------- | ------------------------------------------------------------- | ------------------------------------------------------------- | ------------------------------------------------------------- |
| Parti                                                         | Parti                                                         | Candidat                                                      | Votes                                                         | %                                                             |
|                                                               | Démocrate                                                     | Suzan DelBene (sortante)                                      | 249 944                                                       | 58,6                                                          |
|                                                               | Républicain                                                   | Jeffrey Beeler                                                | 176 407                                                       | 41,3                                                          |
|                                                               | Write-In                                                      | Write-In                                                      | 511                                                           | 0,1                                                           |
| Total des votes                                               | Total des votes                                               | Total des votes                                               | 426 862                                                       | 100 %                                                         |
|                                                               | Les Démocrates conservent                                     |                                                               |                                                               |                                                               |

### 2022
| Primaire Non-Partisane de l'Élection de 2022 du 1er district congressionnel de Washington | Primaire Non-Partisane de l'Élection de 2022 du 1er district congressionnel de Washington | Primaire Non-Partisane de l'Élection de 2022 du 1er district congressionnel de Washington | Primaire Non-Partisane de l'Élection de 2022 du 1er district congressionnel de Washington | Primaire Non-Partisane de l'Élection de 2022 du 1er district congressionnel de Washington |
| ----------------------------------------------------------------------------------------- | ----------------------------------------------------------------------------------------- | ----------------------------------------------------------------------------------------- | ----------------------------------------------------------------------------------------- | ----------------------------------------------------------------------------------------- |
| Parti                                                                                     | Parti                                                                                     | Candidat                                                                                  | Votes                                                                                     | %                                                                                         |
|                                                                                           | Démocrate                                                                                 | Suzan DelBene (sortante)                                                                  | 102 857                                                                                   | 61,9                                                                                      |
|                                                                                           | Républicain                                                                               | Vincent Cavaleri                                                                          | 32 998                                                                                    | 19,9                                                                                      |
|                                                                                           | Républicain                                                                               | Matthew Heines                                                                            | 13 634                                                                                    | 8,2                                                                                       |
|                                                                                           | Républicain                                                                               | Derek Chartrand                                                                           | 11 536                                                                                    | 6,9                                                                                       |
|                                                                                           | Indépendant                                                                               | Tom Spears                                                                                | 4 840                                                                                     | 2,9                                                                                       |

| Élection de 2022 du 1er district congressionnel de Washington | Élection de 2022 du 1er district congressionnel de Washington | Élection de 2022 du 1er district congressionnel de Washington | Élection de 2022 du 1er district congressionnel de Washington | Élection de 2022 du 1er district congressionnel de Washington |
| ------------------------------------------------------------- | ------------------------------------------------------------- | ------------------------------------------------------------- | ------------------------------------------------------------- | ------------------------------------------------------------- |
| Parti                                                         | Parti                                                         | Candidat                                                      | Votes                                                         | %                                                             |
|                                                               | Démocrate                                                     | Suzan DelBene (sortante)                                      | 181 992                                                       | 63,5                                                          |
|                                                               | Républicain                                                   | Vincent Cavaleri                                              | 104 329                                                       | 36,4                                                          |
|                                                               | Write-In                                                      | Write-In                                                      | 363                                                           | 0,1                                                           |
| Total des votes                                               | Total des votes                                               | Total des votes                                               | 286 684                                                       | 100 %                                                         |
|                                                               | Les Démocrates conservent                                     |                                                               |                                                               |                                                               |

### 2024
| Primaire Non-Partisane de l'Élection de 2024 du 1er district congressionnel de Washington | Primaire Non-Partisane de l'Élection de 2024 du 1er district congressionnel de Washington | Primaire Non-Partisane de l'Élection de 2024 du 1er district congressionnel de Washington | Primaire Non-Partisane de l'Élection de 2024 du 1er district congressionnel de Washington | Primaire Non-Partisane de l'Élection de 2024 du 1er district congressionnel de Washington |
| ----------------------------------------------------------------------------------------- | ----------------------------------------------------------------------------------------- | ----------------------------------------------------------------------------------------- | ----------------------------------------------------------------------------------------- | ----------------------------------------------------------------------------------------- |
| Parti                                                                                     | Parti                                                                                     | Candidat                                                                                  | Votes                                                                                     | %                                                                                         |
|                                                                                           | Démocrate                                                                                 | Suzan DelBene (sortante)                                                                  | 109 456                                                                                   | 63,1                                                                                      |
|                                                                                           | Républicain                                                                               | Jeb Brewer                                                                                | 17 675                                                                                    | 10,2                                                                                      |
|                                                                                           | Républicain                                                                               | Orion Webster                                                                             | 16 770                                                                                    | 9,7                                                                                       |
|                                                                                           | Républicain                                                                               | Mary Silva                                                                                | 11 339                                                                                    | 6,5                                                                                       |
|                                                                                           | Indépendant                                                                               | Matthew Heines                                                                            | 10 815                                                                                    | 6,2                                                                                       |
|                                                                                           | Indépendant                                                                               | Derek Chartrand                                                                           | 6 980                                                                                     | 4,0                                                                                       |
|                                                                                           | Write-In                                                                                  | Write-In                                                                                  | 392                                                                                       | 0,2                                                                                       |

| Élection de 2024 du 1er district congressionnel de Washington | Élection de 2024 du 1er district congressionnel de Washington | Élection de 2024 du 1er district congressionnel de Washington | Élection de 2024 du 1er district congressionnel de Washington | Élection de 2024 du 1er district congressionnel de Washington |
| ------------------------------------------------------------- | ------------------------------------------------------------- | ------------------------------------------------------------- | ------------------------------------------------------------- | ------------------------------------------------------------- |
| Parti                                                         | Parti                                                         | Candidat                                                      | Votes                                                         | %                                                             |
|                                                               | Démocrate                                                     | Suzan DelBene (sortante)                                      | TBD                                                           | TBD                                                           |
|                                                               | Républicain                                                   | Jeb Brewer                                                    | TBD                                                           | TBD                                                           |
| Total des votes                                               | Total des votes                                               | Total des votes                                               | TBD                                                           | 100 %                                                         |
|                                                               |                                                               |                                                               |                                                               |                                                               |